# Operación Sandstone
Operación Sandstone fue una serie de pruebas nucleares realizadas por los Estados Unidos en 1948, en el atolón Enewetak. Su propósito era estudiar el diseño de carga nuclear levitante y estudiar modelos con cantidad variable de material fisible. Se realizaron tres pruebas, todas fueron dispositivos colocados en torres. La más grande tuvo una potencia de 49 kilotones (kt), y la suma de las tres alcanzó la cifra de 104 kt.
- X-Ray (37 kilotones), la sexta bomba de la Historia humana: el 14 de abril de 1948 en la isla Engebi (borde norte del atolón).
- Yoke (49 kt): el 30 de abril de 1948 en la isla Aomon (borde noreste del atolón).
- Zebra (18 kt): el 14 de mayo de 1948 en la isla Runit (borde este del atolón).

Esta fue la tercera serie de pruebas atómicas estadounidenses, después de la operación Crossroads y antes de la operación Ranger.